# Bataves
Pour les articles homonymes, voir Batave.
 (septembre 2012).
Si vous disposez d'ouvrages ou d'articles de référence ou si vous connaissez des sites web de qualité traitant du thème abordé ici, merci de compléter l'article en donnant les références utiles à sa vérifiabilité et en les liant à la section « Notes et références ».
Les Bataves sont un ancien peuple germanique implanté à l'embouchure du Rhin. Avant et après la conquête romaine, ils peuvent être aussi décrits en tant que Belges des bords du Rhin, ainsi que le suggèrent leurs liens avec les Trévires lors de la révolte dite des Bataves conduite par Caius Julius Civilis ou leurs constantes implications dans le maintien de l'ordre en Bretagne romaine[réf. nécessaire].
Leur germanisation culturelle est indéniable après le IIIe siècle.[réf. nécessaire]

## Territoires

Répartition des peuples germaniques au

Ils étaient établis sur les deux bras et îles de l’embouchure du Rhin, en particulier sur l'insula Batavorum (île de Betuwe). Selon Tacite, ils étaient établis sur ce territoire depuis longtemps et faisaient anciennement partie du peuple des Chattes,. Des fouilles ont révélé un petit village de 6 à 12 maisons qui vivait probablement de cueillette (ramassage de coquillages) et agriculture et maîtrisait l'usage du cheval. Le village comptait des écuries.
Un centre batave a aussi été trouvé sur la rive sud du Waal, qui semble avoir été rasé lors de la « révolte batave ».
Ce peuple établi sur la rive droite du Rhin a été déplacé vers l'actuelle Belgique et Nord de la France par les Romains et aurait été chassé de la rive droite du Rhin par les Francs vers 300 apr. J.-C..
La Notitia dignitatum signale encore une garnison romaine composée de Batavi à Bayeux.

## Histoire

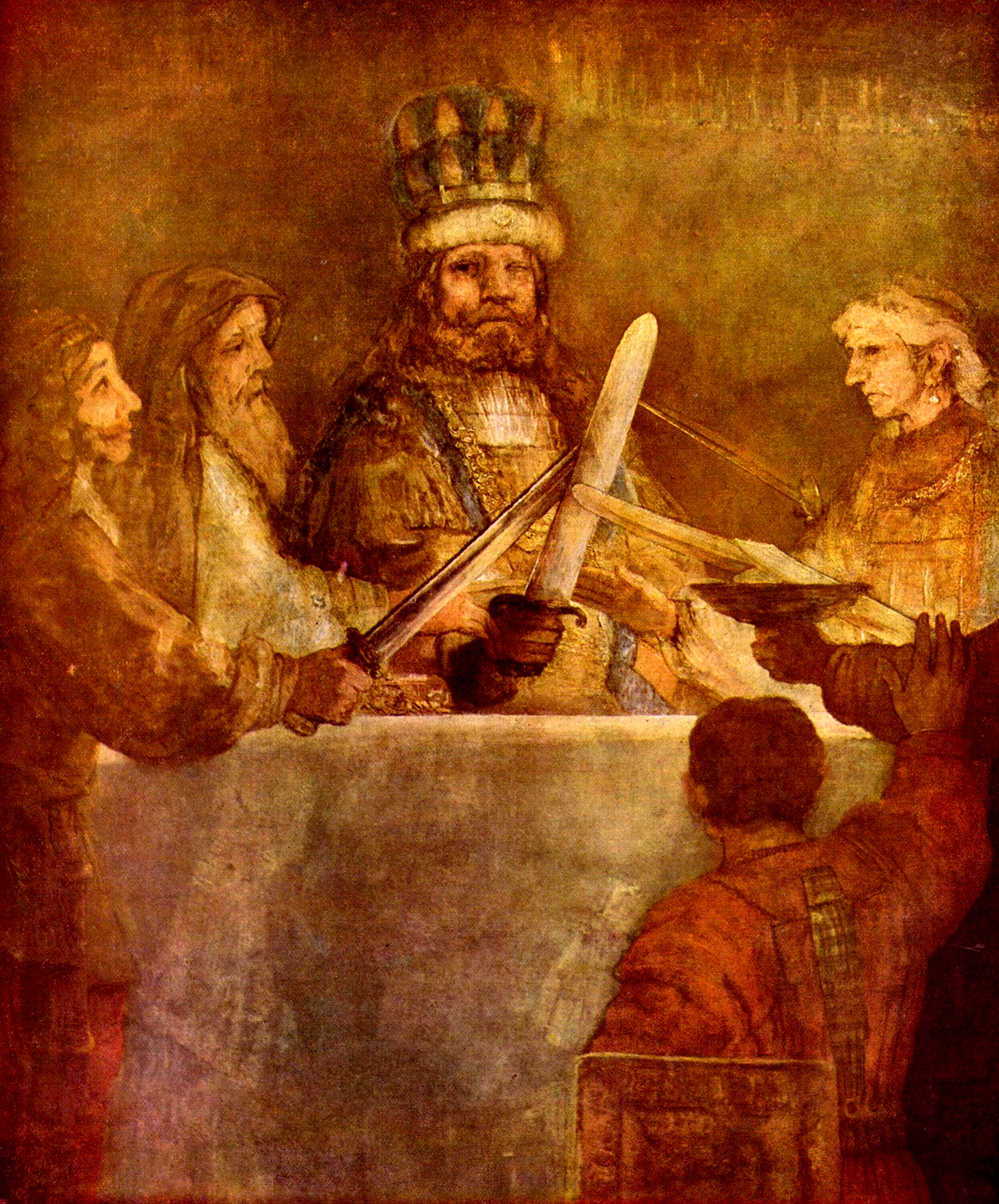
Détail de la Conjuration des Bataves de Rembrandt, 1662.

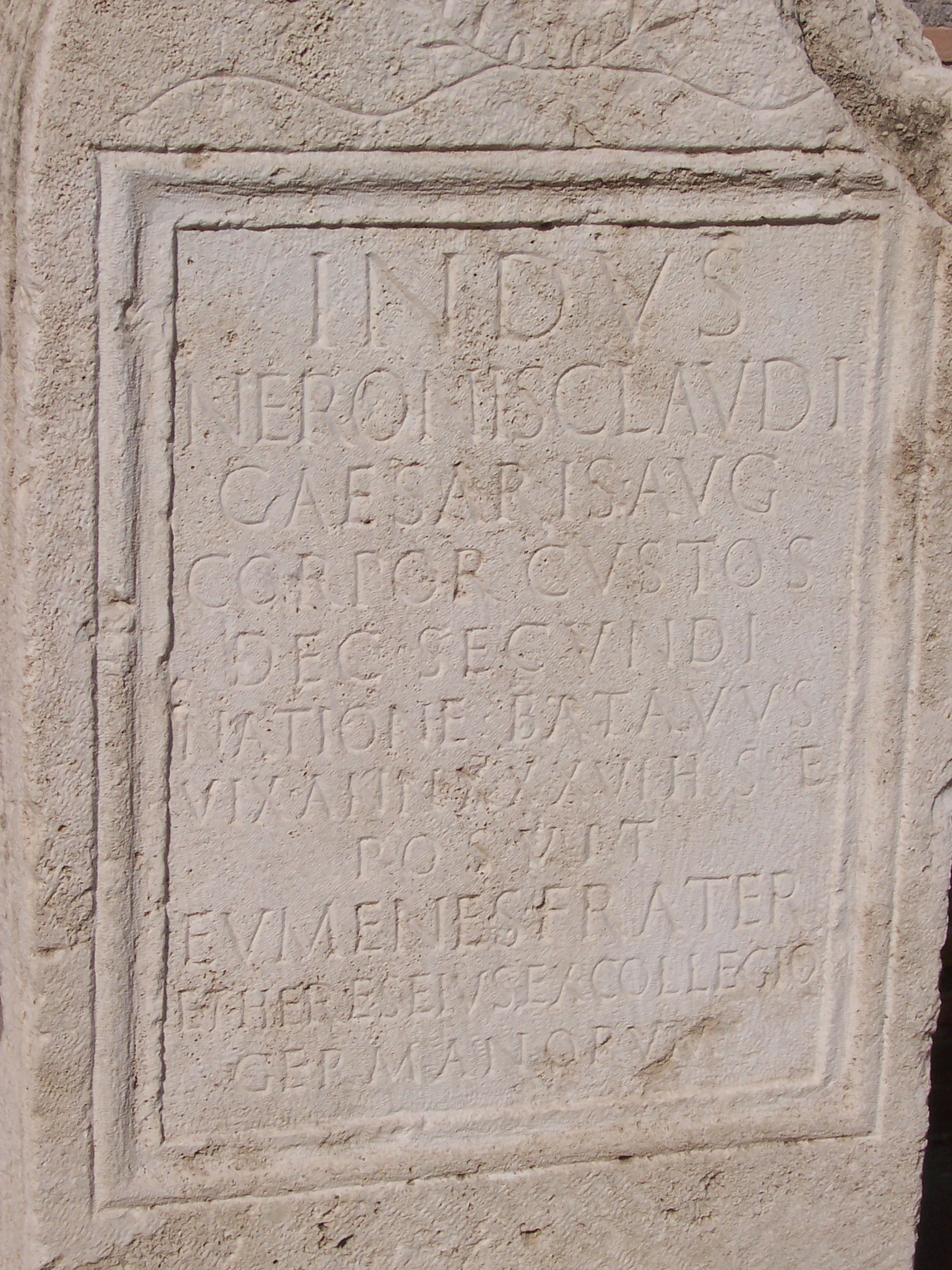
Tombe d'un membre batave de la garde impériale de l'empereur Néron.

Les Bataves ont été des auxiliaires des Romains. Ils leur ont notamment fourni un contingent de cavaliers. Ils se révoltent cependant contre Rome en 69 – 70 (insurrection demeurée dans l'historiographie comme la révolte des Bataves), sous la conduite de Caius Julius Civilis, pour être finalement soumis sous le règne de l'empereur Vespasien.
La découverte d'écritures sur des tablettes en bois montre que certains d'entre eux maîtrisaient le latin.
Lors de l’épisode de l’Empire des Gaules, de nombreux auxiliaires bataves rejoignent les rangs des usurpateurs. Sous les ordres de Victorinus, ils pillent la ville d’Autun, alors en rébellion.
Envahis par les Francs à la fin du IIIe siècle, ils se mélangent à eux.

## Étymologie et usages du mot
Le peuple des « Bataves », Batāvi en latin, a engendré Batāvia, soit la Batavie nom du territoire que les Romains donnaient à la région de l'estuaire du Rhin dont ils contrôlaient les meilleures passes. Leur nom pourrait s'expliquer par le superlatif bata, meilleur (beter en néerlandais) appliqué, soit à l'eau ou aux voies d'eau de l'estuaire qu'ils habitent, soit à eux-mêmes en tant que navigateurs.
Les Bataves sont vus à tort comme les ancêtres des Néerlandais.
Au XVIIIe siècle, l'adjectif « batave » tend à supplanter le terme « néerlandais » chez les partisans des Lumières, en souvenir de ces lointains ancêtres. Après la chute de Guillaume V d'Orange-Nassau, les Provinces-Unies deviennent la République batave.
Lorsque l'Indonésie était une colonie des Pays-Bas, l'actuelle capitale, Jakarta, s'appelait « Batavia ».
Quand il est utilisé en référence aux Néerlandais actuels, ce mot est considéré comme familier.